# Ескімоси
Ескімо́си (самоназва: інуї́ти; однина: інук) — група близькоспоріднених народів, що є корінними для найвищих широт північної півкулі, традиційно займаючи територію від східного краю Чукотки до Гренландії. Дві головні групи ескімосів — інуїти в Канаді й Ґренландії і юпік на Далекому Сході Росії. Менша група алеутів. Загальна чисельність — близько 170 тисяч осіб. Мови цих народів належать до ескімоської гілки ескімосько-алеутської мовної родини.
Ескімоси належать до арктичної раси великої монголоїдної раси. Основна їх самоназва — «інуїти» (однина: «інук»). Слово «ескімос» походить із мови індіанських племен абенаків і атабасків й означає «сироїд», «той, хто їсть сиру рибу». Із назви американських ескімосів це слово узагальнилося як на американських, так і на азійських ескімосів.

## Ескімоси в Російській імперії / СРСР / Росії
У Росії ескімоси — нечисленна етнічна група (за даними перепису 1970 р. — 1356 осіб, за даними перепису 2002 року — 1750 осіб), що живе змішано або близько з чукчами в кількох населених пунктах східного узбережжя Чукотки й на острові Врангеля. Їхні традиційні заняття — морський звіробійний промисел, оленярство, полювання. Ескімоси Чукотки звуться «юк» («людина»), «юїт» або «юпік» («справжній чоловік»).
Чисельність ескімосів у Росії:
|  |

### Писемність
1848 року російський місіонер Н. Тижнов видав абетку ескімоської мови. Сучасна писемність на основі латинської графіки була створена 1932 року, коли вийшов перший ескімоський (юїтський) буквар, однак 1937 року, як і більшість мов Радянського Союзу, задля наближення до російської ексімоську було переведено на кирилицю.
Сучасний ескімоський алфавіт на основі кирилиці:
А а, Б б, В в, Г г, Ӷ ӷ, Д д, Е е, Ё ё, Ж ж, З з, И и, Й й, К к, Ӄ ӄ, Л л, Лъ лъ, М м, Н н, Нъ нъ, Ӈ ӈ, О о, П п, Р р, С с, Т т, У у, Ў ў, Ф ф, Х х, Ӽ ӽ, Ц ц, Ч ч, Ш ш, Щ щ, ъ, Ы ы, ь, Э э, Ю ю, Я я

## Мови

Ескімоси на Чукотці

Ескімоси говорять мовами ескімоської гілки ескімосько-алеутської сім'ї. До неї входять інуїтська мова (або інупік, поширена в Канаді, Ґренландії та на Півночі Аляски), 4 юпікські мови на Алясці й Чукотці, і зникла сиренікська мова.
Ескімоси Канади використовують власну писемність на основі канадського складового письма.

## Культура

### Вірування
Традиційно ескімоси — анімісти. Вони вірять у духів, що живуть у різних природних об'єктах і явищах, бачать зв'язок людини з навколишнім світом предметів та живих істот. Багато хто вірить в єдиного творця Сіл'я, який керує всім, що відбувається у світі, всіма явищами й законами. Богиня, що обдаровує ескімосів багатствами морських надр, зветься Седною. Серед ескімосів побутують також уявлення про злих духів, неймовірних і страшних істот. Шаман, що живе в кожному ескімоському селі, — посередник, який налагоджує контакт світу духів зі світом людей. Бубон для ескімосів — священний предмет. Традиційне вітання, що зветься «ескімоським поцілунком», стало всесвітньо відомим жестом.

### Кухня
Раціон ескімосів переважно складається із сирих м'яса й риби, а також невеликої кількості трав, ягід і водоростей. Однією зі специфічних м'ясних страв є ігунак. Приготування і вживання їжі супроводжується різноманітними ритуалами.

## Галерея

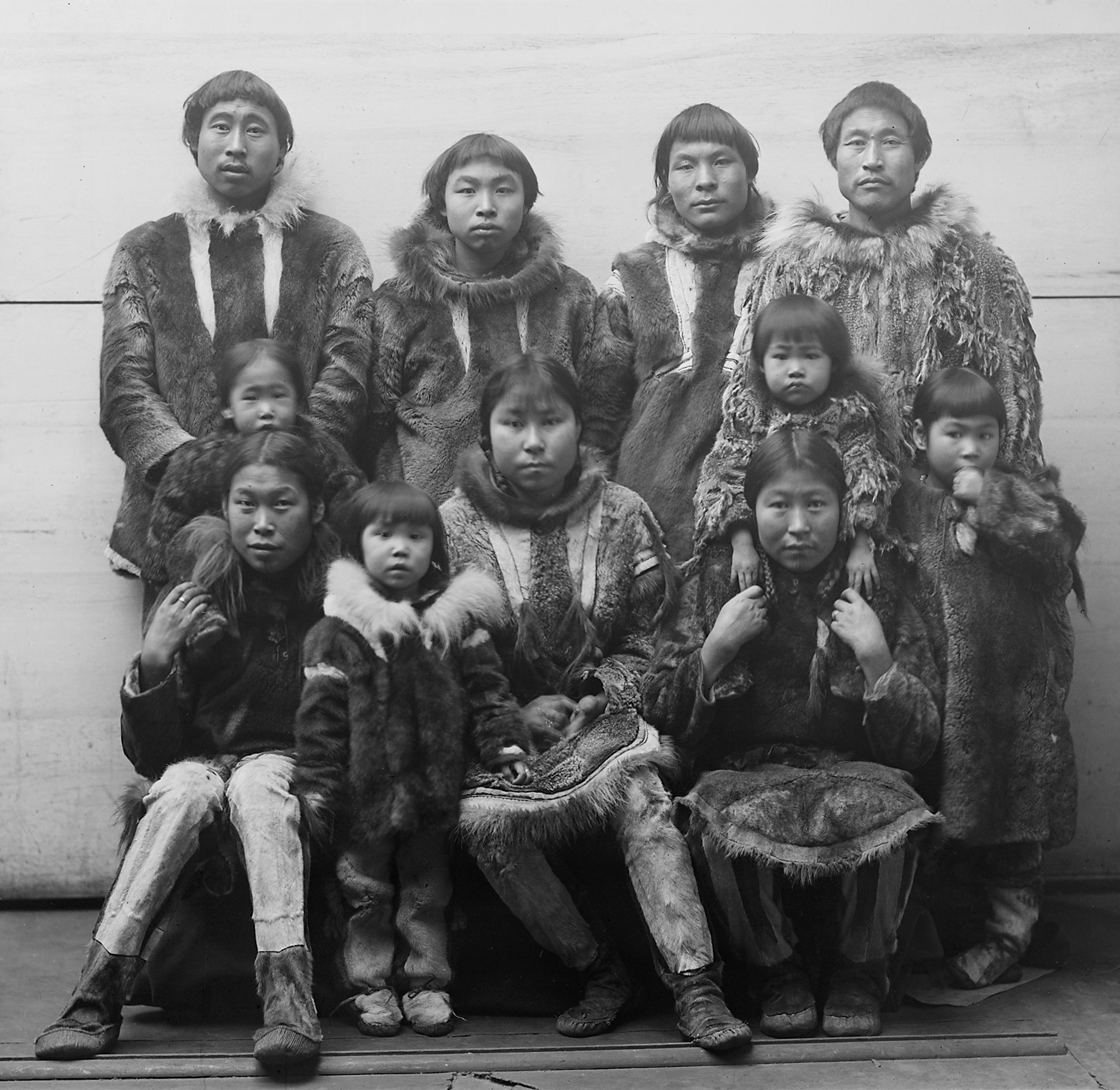
Ескімоси (1894)
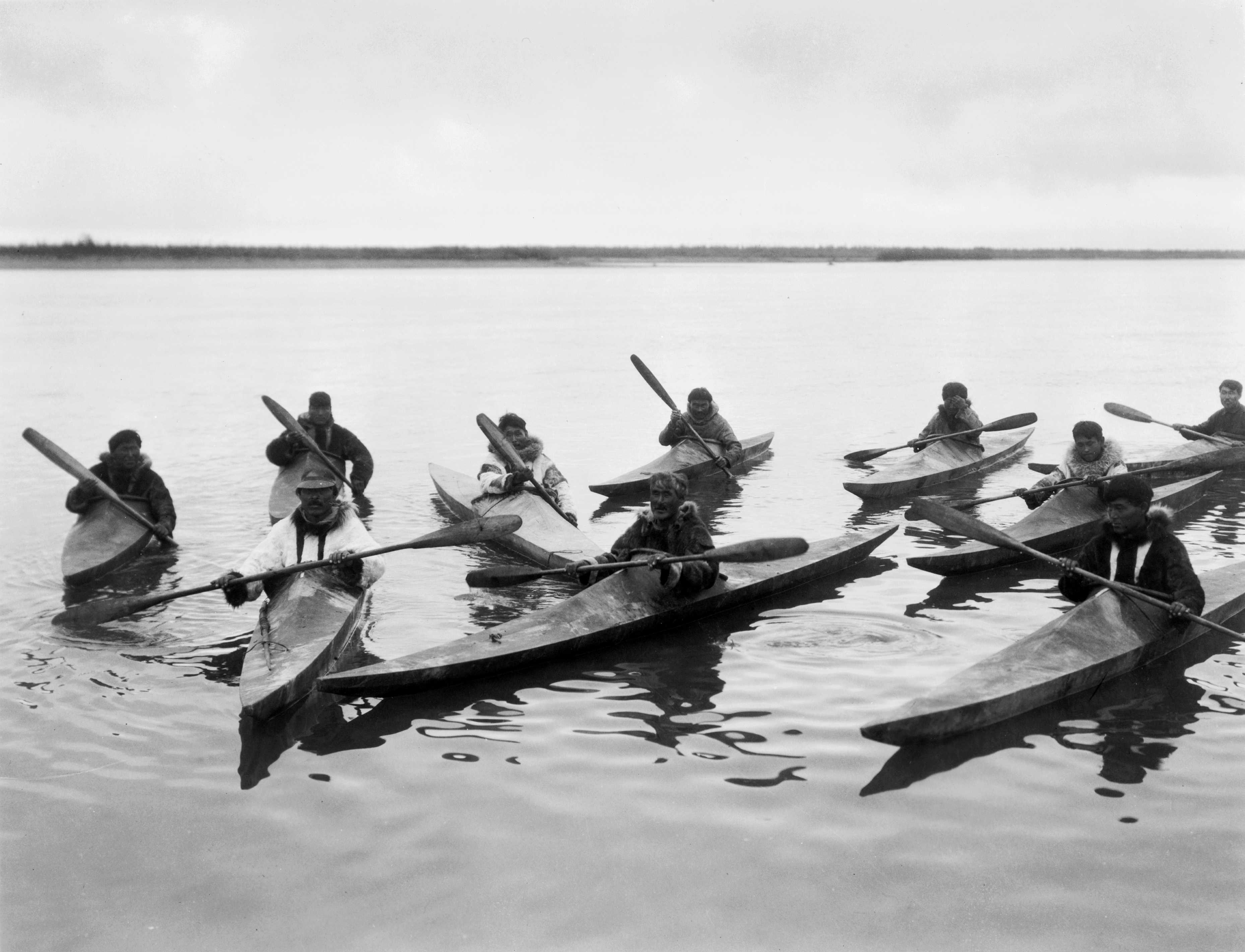
Ескімоси на каяках. Аляска, 1929 рік
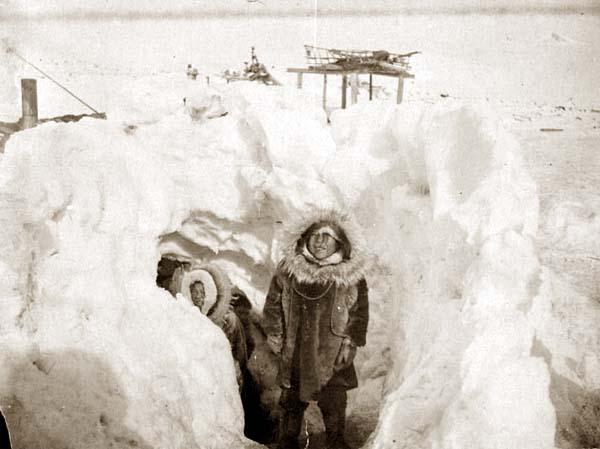
Ескімоси поруч із традиційним житлом
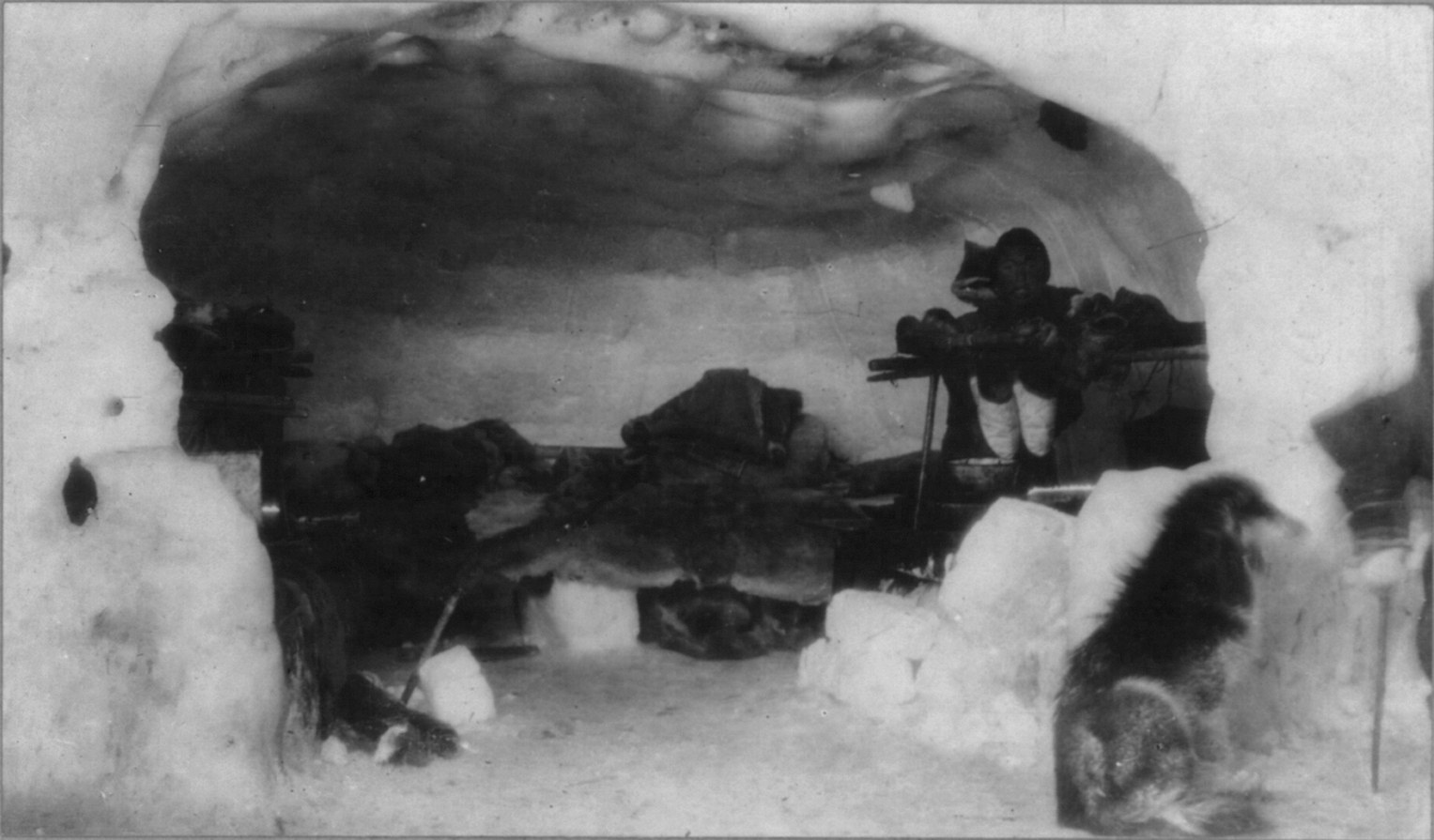
Іглу
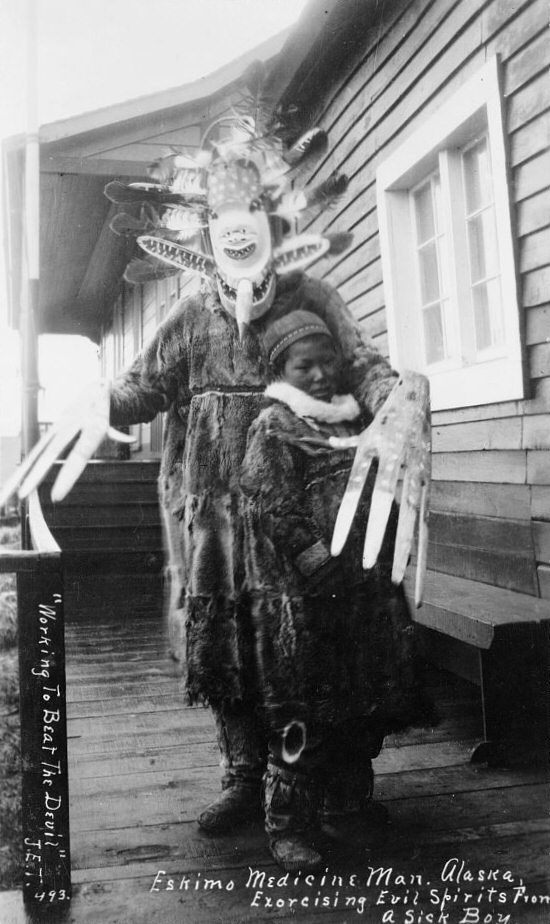
Шаман
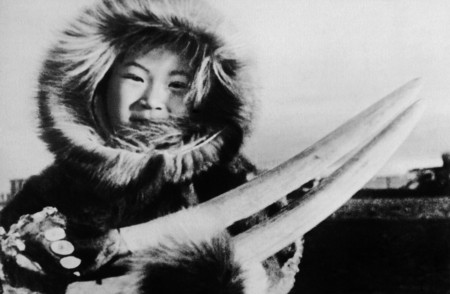
Ескімоска з іклом моржа
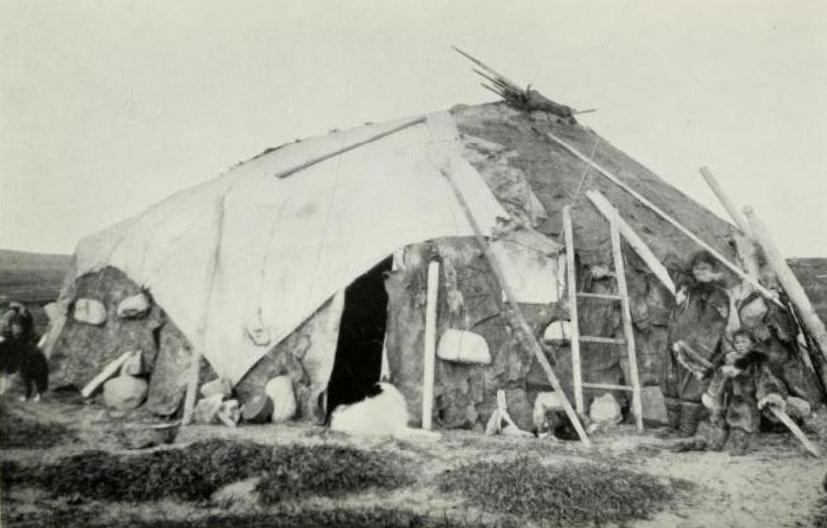
Ескімоси перед ярангою в Уелені, 1913 рік
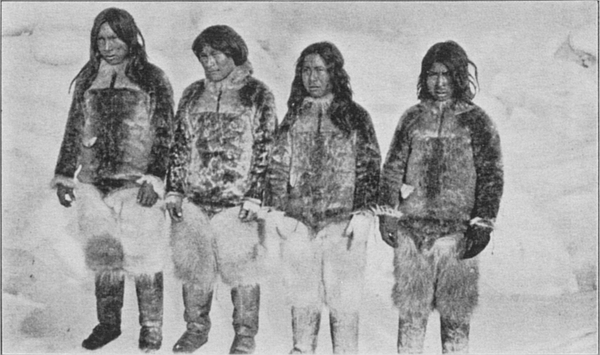
Чотири ескімоса, які супроводжували Роберта Пірі і Мет'ю Генсона в їхній подорожі до полюса
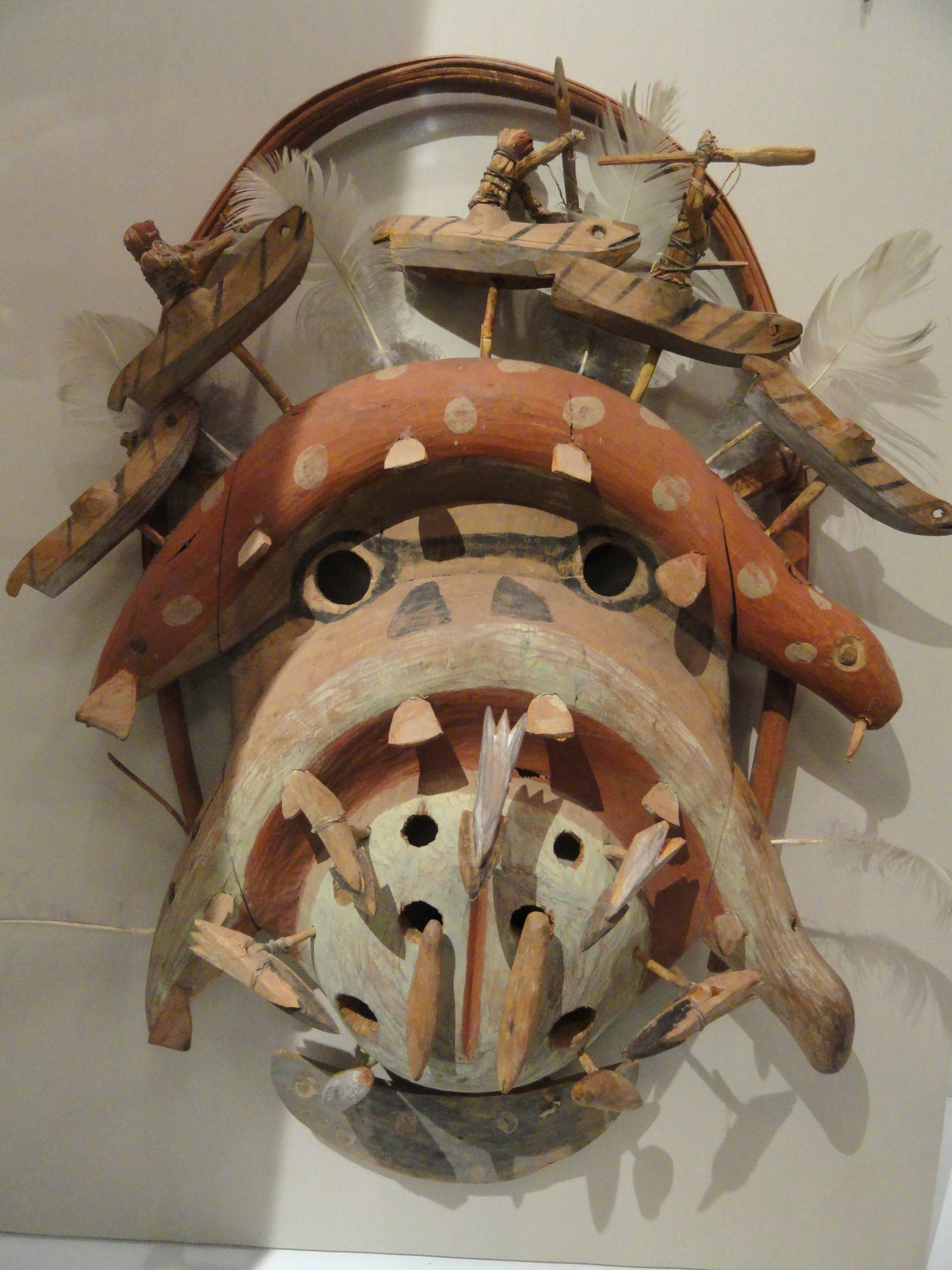
Маска для ритуальних танців
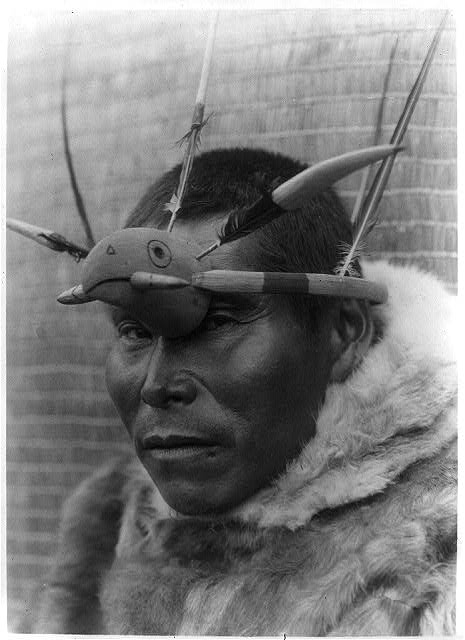
Маска нунівак
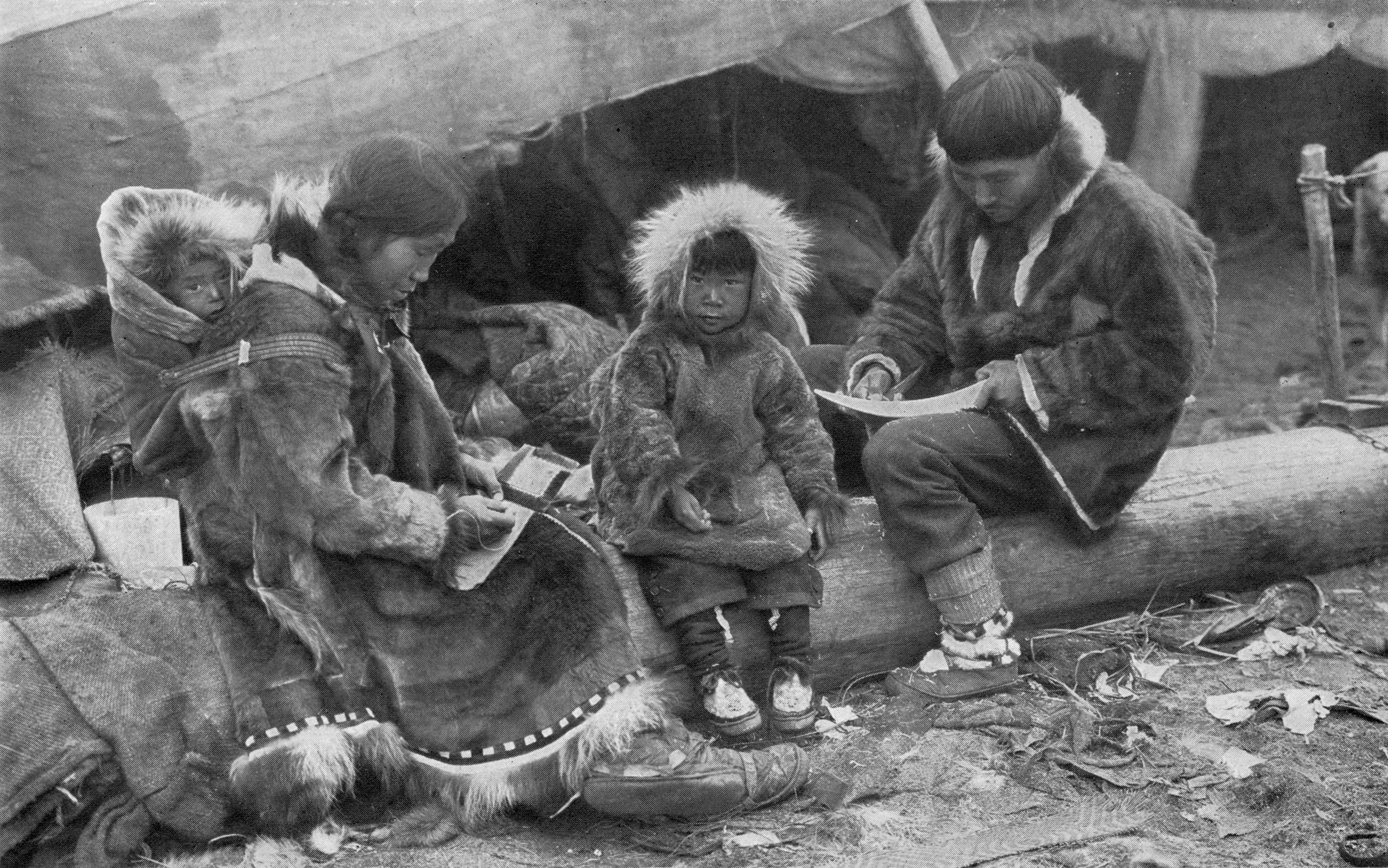
Ескімоси з дітьми
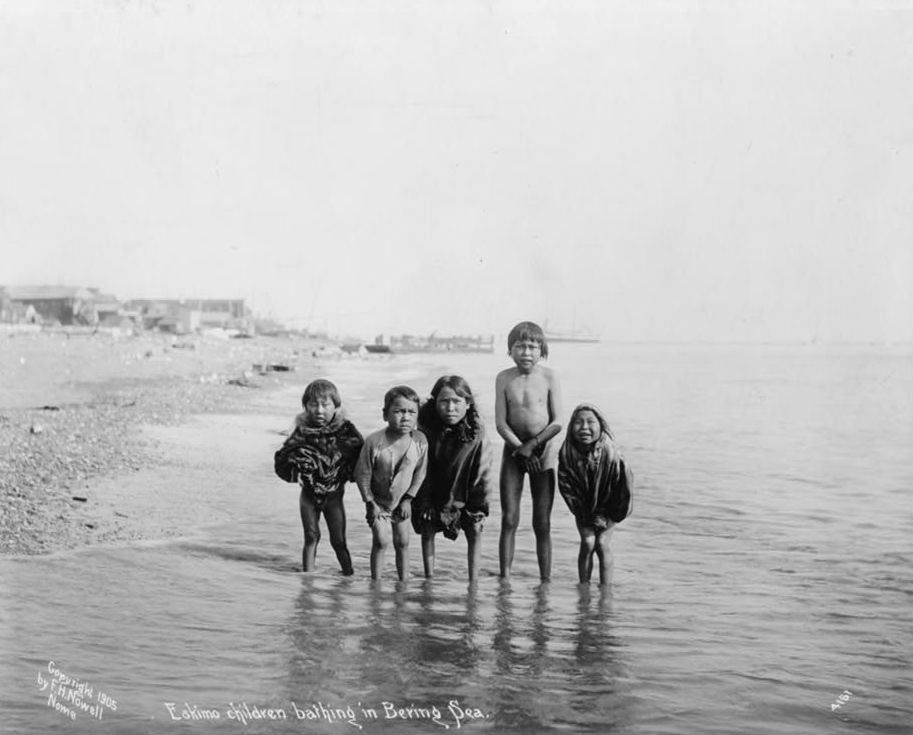
Ескімоські діти у Беринговому морі